# Leopoldo Mugnone
Leopoldo Mugnone (Napoli, 29 settembre 1858 – Napoli, 22 dicembre 1941) è stato un direttore d'orchestra italiano in particolare di opere liriche, le cui più famose interpretazioni avvennero nel periodo 1890-1920, sia in Europa sia nel Sud America.
Diresse diverse prime operistiche e fu lui stesso compositore di opere.

## Biografia

### Formazione
Figlio di Antonio Mugnone, principale contrabbasso nell'orchestra del Teatro San Carlo di Napoli, Mugnone studiò fino dalla più giovane età presso il Conservatorio Reale di San Pietro a Maiella, sotto Paolo Serrao (composizione) e Beniamino Cesi (pianoforte). A dodici anni compose la sua prima opera teatrale, una piccola opera buffa Il Dottor Bartolo Salsapariglia, alla quale volle prendere parte nel ruolo di basso comico, nonostante avesse allora solo una voce da contralto. A sedici anni iniziò a dirigere e un anno dopo fu assunto come direttore del coro per una compagnia di operetta al Teatro Nuovo, gestito da F. Sadowsky. Da lì continuò al Teatro Garibaldi, prima come maestro del coro e poi come concertatore. In seguito a Napoli, nel corso del 1870 creò altre due operette: Don Bizzarro e le sue Figlie, di un atto e Mamma Angot al Serraglio di Costantinopoli di tre atti. Mugnone fu il maestro del direttore Uriel Nespoli.

### Inizio della carriera

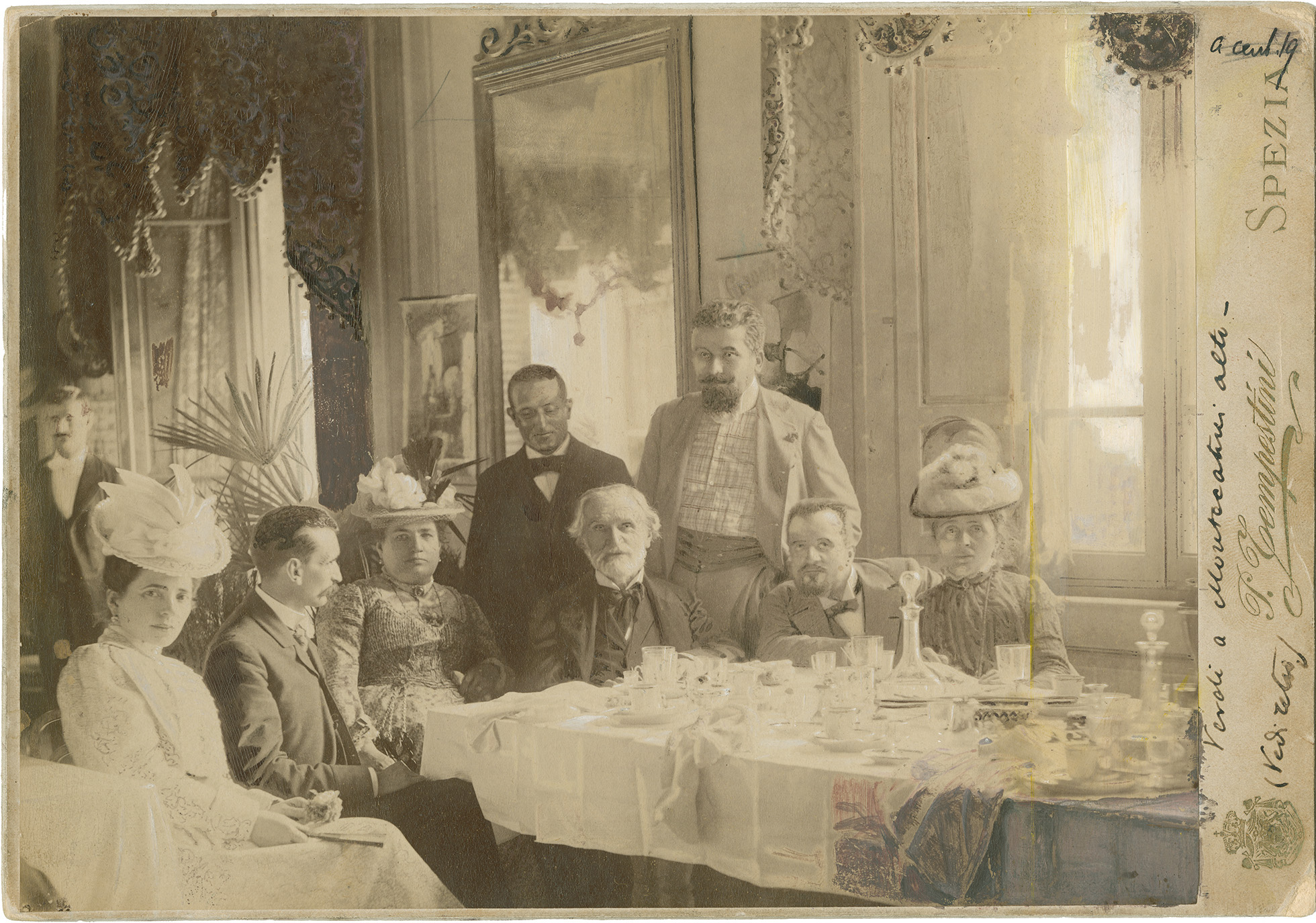
Leopoldo Mugnone (a destra, seduto) in una foto di gruppo con (tra gli altri) Giuseppina Pasqua, Teresa Stolz e Giuseppe Verdi. Montecatini Terme, 1899.

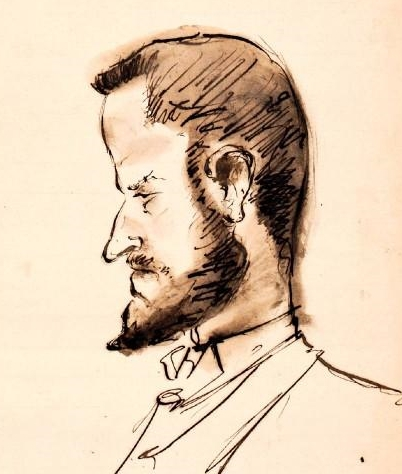
Caricatura del 1896

Mugnone divenne in breve tempo assai famoso in Italia e all'estero. Nel 1887 al Teatro Costanzi di Roma in una sola stagione diresse La forza del destino e Ruy Blas di Filippo Marchetti. Dopo questo l'editore Sonzogno, riconoscendo il suo potenziale, lo prese sotto la sua ala: nel 1888 fu promosso a dirigere fra gli altri alla Scala, al Théâtre de la Gaité a Parigi, e al Municipale di Nizza. Secondo Giuseppe Depanis, una sua  Carmen del 1888, con Luisa Borghi al Carignano di Torino fu l'ultima esperienza artistica che Friedrich Nietzsche apprezzò prima di essere colpito dalla follia
Mugnone fu molto stimato da Verdi, che in particolare ammirava le sue interpretazioni di Otello e Falstaff e divenne in seguito amico del direttore. Dopo la rappresentazione di Falstaff nel maggio 1894 all'Opéra national de Paris, Boito scrisse a Verdi: "Mugnone ha capito l'intera partitura con un grande potere di penetrazione." Intanto, nel 1896 fu scritturato come direttore del Teatro Imperiale di Mosca. Il ì16 maggio 1897, con Falstaff, Mugnone aprì il concerto inaugurale del Teatro Massimo di Palermo. A Palermo fece parte della Loggia Stella d'Italia. Una storia racconta che una volta entrato in possesso di una partitura con annotazioni di Toscanini lo gettasse via da lui dicendo: "Bah! Puzza di Parma". Alla Scala inaugurò le celebrazioni del centenario della nascita di Verdi dell'ottobre 1913 con una memorabile esecuzione di Nabucco, che arrangiò e diresse lui stesso,.
Le sue composizioni, tuttavia, e molte delle sue più importanti prime, furono nel campo del verismo lirico. Nel 1890 diresse la sensazionale prima di Cavalleria rusticana di Mascagni (che aveva vinto il Concorso Sonzogno con questo lavoro), al Costanzi con Gemma Bellincioni e Roberto Stagno. Dopo questa esecuzione veniva richiesto dai giovani compositori come un direttore con buone probabilità di essere in sintonia con i loro lavori. La sua opera in un atto Il Biricchino (Venezia 1892) non andò bene a Vienna, dopo che era stata presentata al Teatro dell'Esposizione nel 1892; il critico Eduard Hanslick sentenziò che era una cosa mediocre e sgradevole. Fece una rappresentazione a Barcellona nel 1893. Mugnone diventò famoso per altre riprese di opere importanti, tra cui l'Orfeo di Gluck, il Guglielmo Tell di Rossini, e La damnation de Faust di Hector Berlioz, nella sua forma originale come un oratorio. Durante la Mostra del 1899 diresse una stagione al Grand Opera di Parigi.
Mugnone diresse la prima mondiale di Tosca a Roma nel 1900 (con un'interruzione per un allarme bomba). La sua opera Vita Brettona fu premiata a Napoli nel 1905. Tra il 1904 e il 1906 fu occupato in alcune stagioni al Covent Garden, l'esecuzione di 'Andrea Chénier (con Strakosch, Zenatello, Sammarco), Don Giovanni (Strakosch e Battistini), Madama Butterfly (con Giachetti), Faust e La traviata (con la Melba), Manon Lescaut, La bohème, Tosca, Mefistofele, Aida, Un ballo in maschera, e Rigoletto (con la Melba, Stracciari, e Battistini). Diede la prima esecuzione di Adriana Lecouvreur di Cilea a Londra (novembre 1904), e della Fedora di Giordano (novembre 1906, con Giachetti e Zenatello).
Diede la prima esecuzione de La figlia di Iorio di Franchetti, su testo di D'Annunzio, al Teatro alla Scala nel 1906 (come Mugnone, Franchetti era stato studente di Serrao). Diresse il famoso debutto alla Scala di Eugenia Burzio nel marzo del 1906 come Katiusha nella Risurrezione di Franco Alfano (altro allievo di Serrao). Il 17 marzo 1910 diede la prima di Mese Mariano di Umberto Giordano al Teatro Massimo.
Altre prime italiane di questo periodo date da lui furono:
- Carlotta Clépier di Pietro Floridia (Napoli, Circo Nazionale, Maggio 1882);
- Regina e contadina di Enrico Sarria (Napoli, Teatro dei Fiorentini, 24 Giugno 1882, con Gemma Bellincioni e Antonio Pini-Corsi);
- Medgé di Spiro Samara (Roma, Costanzi, 11 Dicembre 1888, con Emma Calvé e De Vries);
- Il Conte di Gléichen di Salvatore Auteri Manzocchi (Roma, stagione 1888-89);
- Le Cid di Massenet (prima rappresentazione a Roma);
- Patria di Emile Paladilhe. (Roma, autunno1888);
- Djamileh di Bizet, (Roma, stagione 1889-90, con Gemma Bellincioni);
- Orfeo ed Euridice di Gluck, (ripresa, Rome 1889);
- Labilia di Nicola Spinelli (Roma, 9 Maggio 1890, con Gemma Bellincioni e Roberto Stagno);
- Andrea del Sarto di Baravalle e Spartacus di Pietro Platania (Roma, stagione1890-91, con Marconi e Cattaneo);
- Rudello di Vincenzo Ferroni (Roma, 28 Maggio 1890, con Bellincioni e Stagno);
- Pagliacci di Leoncavallo (prima a Roma, Teatro Nazionale, 1892);
- Le Villi di Puccini (prima produzione di Roma, Costanzi, 28 Ottobre 1899, con Pasini e R. Galli);
- Werther di Massenet (prima produzione di Roma, 30 Dicembre 1899, con Savelli e De Luca);
- Tosca di Puccini (Roma, Teatro Costanzi, 14 Gennaio 1900;
- Sapho di Massenet (prima produzione di Roma, 20 Marzo 1900, con Bellincioni e Moreo);
- Le maschere di Mascagni (Napoli, San Carlo, 19 Gennaio 1901, con Angelica Pandolfini, Giachetti e Schiavazzi).

### Nel Sud America
Fu tramite Sonzogno che Mugnone cominciò a sviluppare il suo lavoro nelle stagioni operistiche in Argentina e in altre parti del Sud America, dove ebbe notevole impatto. A Buenos Aires diede la prima sudamericana de  I maestri cantori di Norimberga (in italiano) nel mese di agosto 1898. Diresse le prime in Uruguay de La Valchiria, Tosca, Zazà, Don Giovanni, Germania di Franchetti, Thaïs e la sua Vita Brettona e nel 1910 condusse Il crepuscolo degli dei e Louise di Gustave Charpentier.

### Tournée successive
Tra maggio e agosto 1919 diresse una stagione Italiana al Covent Garden, comprese "Aida", "Tosca", "Madama Butterfly" ed altre opere, nonché la prima esecuzione Inglese dell'Iris di Mascagni (a Luglio, con il soprano Margaret Sheridan). Questa sua presenza avvenne sotto la direzione artistica di Thomas Beecham, che lo descrive come un uomo di temperamento focoso ed incontrollabile..... mai un giorno passato senza una scena tempestosa con cantanti, coro e orchestra e le minacce di tornare in Italia, tutto in una sola volta!. Queste scene finivano sempre nell'ufficio di Beecham e dopo diverse esperienze Beecham bluffò mostrando i biglietti per tornare in Italia il giorno dopo per lui e per la sua famiglia. Aprì e chiuse la bocca, roteò gli occhi, si scompigliò i capelli e, dopo vari tentativi falliti di parlare, infine ruggì "Io non ti lascerò". Seguì un lungo discorso di giustificazione, la spiegazione e la dichiarazione di affetto per l'Inghilterra... e la stagione proseguì: dopo questa scenata la vita divenne un po' più tranquilla, almeno per Beecham, che considerava le interpretazioni verdiane di Mugnone le più belle che avesse mai ascoltato
Nel marzo 1921 iniziò una stagione a Lexington, Stati Uniti d'America, con una compagnia d'opera guidata da Iva Pacetti. Da maggio a luglio 1925 fu nuovamente al Covent Garden per Aida, Andrea Chénier (con Margaret Sheridan, Giacomo Lauri-Volpi, Benvenuto Franci), Il barbiere di Siviglia (con Toti Dal Monte) e Tosca (con Maria Jeritza).

## Archivio e memoriale
Verso il 1933 Mugnone donò ai Musei de La Scala e dell'Opera di Roma ed al Conservatorio di Napoli, all'incirca duemila documenti, incluse lettere di Verdi, Massenet, Mascagni, Strauss e Leoncavallo ed una voluminosa raccolta di materiale di Puccini.
A Leopoldo Mugnone fu intitolato il teatro di Marcianise che, tuttavia, cadde in rovina sul finire degli anni '70. Nel 2005 è stato acquistato dal Comune ed è oggetto di un lungo ma importante restauro..